# Förster resonance energy transfer
Förster resonance energy transfer (of Fluorescence resonance energy transfer) (of FRET) is een techniek om bindingen tussen fluorescente moleculen op nanometerschaal (10 nm) te meten.
Op zeer korte afstand vindt tussen fluoroforen een dipool-dipool-interactie (d.i. een quantumeffect) plaats, wat de interagerende moleculen doet resoneren. Zo wordt op een stralingsloze manier energie overgedragen van de donor- naar de acceptor-molecule. Daarom is het correcter de eerste naam te gebruiken die genoemd werd naar de Duitse wetenschapper Theodor Förster.
Met de moderne optische technieken is te meten dat bij het naderen van de donor en acceptor het emissiespectrum van de donor verdwijnt, en het emissiespectrum van de acceptor toeneemt.

## Voorwaarden
De donor- en acceptor-moleculen moeten beschikken over:
- een overlappend emissiespectrum

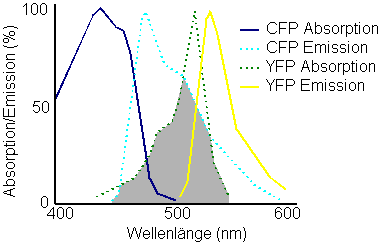
Overlappende spectra: Em(CFP),Ab(YFP)

- weinig tot geen overlap van absorptiespectrum
- een evenwijdig trillingsvlak (onderlinge dipoolmoment-oriëntatie)
- een kleine onderlinge afstand (10 nm)

## Zie ook

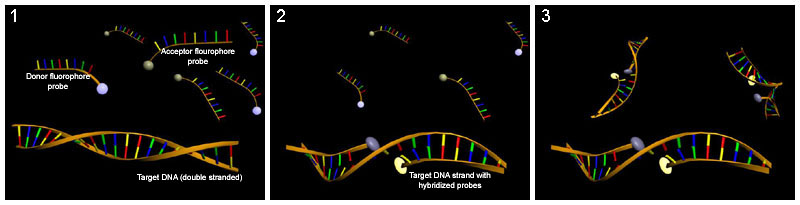
Kwantificering van nucleïnezuren door middel van Real time PCR en LightCycler^{®}-probes.
(1) Toevoeging van LightCycler^{®}-oligo's die met 2 verschillende FRET-fluoroforen werden gemerkt.
(2) Tijdens een PCR-cyclus hybridiseren deze probes met de complementaire DNA-streng. Hierdoor naderen ze dicht genoeg om FRET te laten plaatsvinden.
(3) De acceptorfluorescentie neemt toe met de concentratie aan complementair DNA.